# 帯広八千代ユースホステル
帯広八千代ユースホステル（おびひろやちよユースホステル）は、日本ユースホステル協会に加盟している北海道帯広市にあるユースホステル。

## 沿革
- 2001年6月、開業[1]。

## 設備
- グループで一室利用可
- 余裕があればグループで一室利用可
- ゲストルームあり
- 駐車場あり
- 駐輪場あり
- 洗濯機あり
- 乾燥機あり
- 荷物預かりあり
- 全室禁煙
- クレジットカード可
- 周辺にスキー場あり
- レンタサイクルあり

## アクセス
- JR帯広駅よりバス八千代下車、徒歩20分または、中札内バス停下車(送迎有)。帯広空港より送迎有。要問い合わせ。

## 周辺
- 帯広市立八千代中学校
- 帯広競馬場
- 紫竹ガーデン
- 戸蔦別川
- 北海道立帯広美術館
- 帯広百年記念館